# Wu duo Jinhua
Wu duo Jinhua (xinès simplificat: 五朵金花, pinyin: Wǔ Duǒ Jīnhuā, literalment 'Cinc flors daurades') és una comèdia musical romàntica xinesa estrenada el 1959.
La trama gira al voltant dels malentesos provocats pel fet que cinc joves de Yunnan tinguen el nom comú de Jinhua. Ambientada en els últims anys del Gran Salt Endavant, es conta la història d'Ah Peng, jove camperol d'ètnia Bai que s'enamora d'una jove anomenada Jinhua. Es prometen que es trobaran a la font de la papallona, al Canshan, en un any, però en no aparèixer la jove, Ah Peng decideix anar a buscar-la. Durant la pel·lícula, el jove trobarà a diferents xiques anomenades Jinhua, fins que finalment es reuneix amb la seua promesa i es poden casar.
Wu duo Jinhua és un exemple canònic de les pel·lícules sobre les minories ètniques xineses produïdes per les productores estatals en les dècades del 1950 i 1960. A Wu duo Jinhua es representa a l'ètnia Bai amb vestits colorits, amb les seues danses i cançons festives, i tot i la càrrega de l'amor romàntic en la pel·lícula, se'ls mostra compromesos en el procés de construcció socialista. Els productors van parar atenció a utilitzar cançons típiques de la regió i que l'actriu principal fora de Yunnan. La pel·lícula és d'interès particular perquè el fet de representar a minories ètniques permetia als realitzadors el poder endinsar-se en àrees sensibles per al govern.